# Boiro
Boiro es un municipio de España ubicado en la provincia de La Coruña, comunidad autónoma de Galicia, en la comarca del Barbanza, con un área de 86,58 km² y una población total de 18 884 habitantes (INE 2020) y densidad poblacional de 218,53 hab/km². Hay una gran cantidad de playas, tales como las de Carragueiros y la de Barraña.

## Geografía
Este municipio de las Rías Bajas está situado en la vertiente meridional de la sierra del Barbanza -comarca que recibe el mismo nombre- y en la margen derecha de la ría de Arosa, tiene una superficie de 86,2 km², y una población de 18.995 hab. (censo 2022). Por su situación y la similitud socioeconómica, forma -junto con Ribeira, Puebla del Caramiñal y Rianjo-, la Mancomunidad Arosa Norte.
El principal eje de comunicaciones boirense es la autovía AG-11, que recorre el tramo Padrón-Riveira enlazando con la AP-9 en la capital del Sar; este se complementa con la AC-305 que atraviesa su casco urbano,  con la DP-1105 que comunica hacia el norte con Noya, además de una red de carreteras rurales que unen las 127 entidades de población, organizadas en ocho parroquias (Abanqueiro, Bealo, Boiro, Castro, Cespón, Cures, Lampón y Macenda).
El puente entre Catoira y Rianjo lo acerca a la otra orilla de la ría y a los polos más dinámicos del Norte y Sur de Galicia, estando equidistante y a poco más de una hora de La Coruña y Vigo por la autopista AP-9.

### Descripción
Boiro tiene dos claras unidades de relieve: la "Sierra do Barbanza" y la franja costera. Una red de fallas afectó a la zona dando lugar a una serie de valles transversales a la costa. Los principales son dos: el del río Coroño y el del río Grande o Beluso.
En la costa lo más destacado es la península de Cabo de Cruz y la ensenada de Barraña, lugares donde se asientan amplias y atractivas playas como la de Barraña-Praia Xardín -que es urbana-, Carregueiros, A Retorta, Piñeirón, O Chazo, Ladeira y Mañóns, esta última próxima al litoral de Rianjo.
Las características topográficas condicionan el poblamiento, de tal forma que los principales núcleos de población se asientan en la costa y en los valles dejando, prácticamente despoblado, el interior montañoso.
Como en todas las Rías Baixas el clima en la zona costera es de inviernos suaves y veranos cálidos, aunque debido a su posición que le hace recibir los efectos de la situación del suroeste, las precipitaciones son elevadas (2027 mm anuales). En la zona montañosa las temperaturas descienden notablemente, y las precipitaciones tienen un gran aumento por los efectos de la altitud y de la pantalla pluviométrica de la sierra.

## Organización territorial
| Municipio de Puebla del Caramiñal Municipio de Rianjo Municipio de Puerto del Son Municipio de Lousame Villa de ■ Rianjo ■ Boiro Cabo de ■ Cruz ■ Puebla del Caramiñal Abanqueiro Castro Bealo Boiro Cespón Lampón Macenda Cures |
| Boiro con sus parroquias y los municipios colindantes |

El municipio está formado por 115 entidades de población distribuidas en 8 parroquias:
- Abanqueiro (San Cristovo)
- Bealo (San Pedro)
- Boiro (Santa Baia)
- Castro (Santa María)
- Cespón (San Vicenzo)
- Cures (Santo André)
- Lampón (Santiago)
- Macenda (San Xoán)

## Geografía humana

### Demografía
Cuenta con una población de 19 018 habitantes (INE 2024).
| Gráfica de evolución demográfica de Boiro entre 1842 y 2021                                                           |
| |
| Población de derecho según los censos de población del INE. Población de hecho según los censos de población del INE. |

| Variación demográfica del municipio entre 1991 y 2019 | Variación demográfica del municipio entre 1991 y 2019 | Variación demográfica del municipio entre 1991 y 2019 | Variación demográfica del municipio entre 1991 y 2019 | Variación demográfica del municipio entre 1991 y 2019 | Variación demográfica del municipio entre 1991 y 2019 | Variación demográfica del municipio entre 1991 y 2019 | Variación demográfica del municipio entre 1991 y 2019 | Variación demográfica del municipio entre 1991 y 2019 | Variación demográfica del municipio entre 1991 y 2019 | Variación demográfica del municipio entre 1991 y 2019 | Variación demográfica del municipio entre 1991 y 2019 | Variación demográfica del municipio entre 1991 y 2019 | Variación demográfica del municipio entre 1991 y 2019 | Variación demográfica del municipio entre 1991 y 2019 | Variación demográfica del municipio entre 1991 y 2019 |
| ----------------------------------------------------- | ----------------------------------------------------- | ----------------------------------------------------- | ----------------------------------------------------- | ----------------------------------------------------- | ----------------------------------------------------- | ----------------------------------------------------- | ----------------------------------------------------- | ----------------------------------------------------- | ----------------------------------------------------- | ----------------------------------------------------- | ----------------------------------------------------- | ----------------------------------------------------- | ----------------------------------------------------- | ----------------------------------------------------- | ----------------------------------------------------- |
| 2019                                                  | 2018                                                  | 2017                                                  | 2016                                                  | 2015                                                  | 2014                                                  | 2013                                                  | 2012                                                  | 2011                                                  | 2010                                                  | 2008                                                  | 2006                                                  | 2004                                                  | 2001                                                  | 1996                                                  | 1991                                                  |
| 18838                                                 | 18844                                                 | 18885                                                 | 18871                                                 | 18950                                                 | 19060                                                 | 19144                                                 | 19165                                                 | 19106                                                 | 19076                                                 | 18730                                                 | 18554                                                 | 18302                                                 | 17748                                                 | 17932                                                 | 17665                                                 |

La densidad de población es bastante elevada con 218,53 hab./km², agudizada básicamente porque la mayor parte de la población se asienta en la franja litoral, donde se formó una conurbación costera de asentamientos que conforman un importante eje demográfico y económico, con una red urbana policéntrica en la que Escarabote, Boiro y Cabo de Cruz aglutinan la mayor parte de la población boirense. En contraposición, las parroquias rurales interiores tienen una densidad mucho más baja. El desarrollo urbanístico incontrolado trajo consigo un evidente deterioro en la imagen visual y el la calidad ambiental del entorno que se está intentando revertir en los últimos tiempos.
Esto fue debido en parte a que a partir de mediado el siglo XX, Boiro experimentó un crecimiento constante, muy destacado a partir de los años setenta. El saldo migratorio positivo y la elevada natalidad fueron la causa de esta tendencia. En época estival, el municipio recibe una cada vez más importante población flotante que se instala en las zonas de playa.

## Economía
Un aspecto destacado a señalar en la estructura ocupacional es la tasa laboral femenina, superior a la media gallega, este hecho está muy relacionado con el desarrollo adquirido por la industria conservera.
La distribución de la población ocupada por sectores productivos evidencia una base económica bastante equilibrada y sólida. El primario ocupa al 33% de los activos, de estos un 13% se dedican a la pesca y al marisqueo -bien a pie o a flote de diversos bivalvos-, lo que redunda en una importante industria conservera cuya especie más importante es sin duda el mejillón y hacen de Boiro un importante bastión del entramado mejillonero gallego con el puerto de Cabo de Cruz al frente -en continua expansión y modernización debido a la gran actividad que registra-; las bateas que salpican la ría son una parte más del paisaje boirense.
Un exacerbado minifundismo, con agricultores a tiempo parcial y la escasa presencia de productores a nivel comercial definen a la perfección el sector agrario. La ganadería es de carácter intensivo y además de explotaciones de vacuno de aptitud láctea, existen granjas de porcino y conejos. El espacio forestal, con considerable monte maderable -principalmente pinos y eucaliptos- ocupa el 66,8% de la superficie y aunque se han producido avances en la gestión de las comunidades de montes sigue siendo un sector con escaso tejido transformador de la materia prima.
La industria textil, antaño importante y con varias firmas en el municipio, es hoy en día apenas testimonial con Jealfer ya como único referente importante; pequeñas empresas de carácter familiar, junto con las derivadas de la pesca y acuicultura -como cocederos, astilleros y depuradoras de marisco e industria auxiliar del sector del mar- y con Jealsa Rianxeira como referente tanto a nivel local como nacional, configuran el sector industrial local, que ocupa al 22% de los activos.
El sector de la construcción se vio enormemente favorecido por el empuje del turismo y hasta la crisis del 2012, el desarrollo urbano de Boiro fue espectacular tras la apertura de la Avenida da Constitución junto las avenidas de Compostela y Barraña, respectivamente. Cabo de Cruz y Escarabote también experimentaron un importante desarrollo urbano.
El turismo se perfila desde hace años como un nuevo eje económico, aprovechando la belleza de sus playas que suman siete banderas azules,   
Boiro ocupa, junto a Cangas y Arteijo, el tercer puesto en la comunidad gallega, solo superado por Sangenjo y Vigo. El sector de los servicios, con hostelería y comercio a la cabeza, ocupan a otro 34,59%, como corresponde a un área rururbana en desarrollo. Destacar por último al Club Náutico de Boiro que comenzó  su andadura en el año 2012. El Club gestiona 230 amarres en sus  modernas y cuidadas instalaciones, además de organizar todo tipo de eventos náutico-deportivos. Situado en el corazón de la Ría de Arousa, en menos de cinco años consiguió todo tipo de distintivos de calidad y medioambiente: Q de Calidade Turística, Bandera Azul, ISO 14001 y XXVI Dolmen de Ouro.

## Política

### Listado de alcaldes democráticos
| Periodo   | Nombre                                               | Partido                    |
| --------- | ---------------------------------------------------- | -------------------------- |
| 1979-1983 | Francisco López Silva                                | UCD/PGI                    |
| 1983-1987 | Manuel Velo Velo                                     | PSdeG-PSOE                 |
| 1987-1991 | Manuel Velo Velo (87-88) José del Río Dieste (88-91) | PSdeG-PSOE No Adscrito/BNG |
| 1991-1995 | Manuel Velo Velo                                     | PSdeG-PSOE                 |
| 1995-1999 | Jesús Alonso Fernández                               | PP                         |
| 1999-2003 | Jesús Alonso Fernández                               | PP                         |
| 2003-2007 | Xosé Deira Triñanes                                  | BNG                        |
| 2007-2011 | Xosé Deira Triñanes                                  | BNG                        |
| 2011-2015 | Juan José Dieste Ortigueira                          | PP                         |
| 2015-2019 | Juan José Dieste Ortigueira                          | PP                         |
| 2019-2023 | José Ramón Romero García                             | PSdeG-PSOE                 |
| 2023-act. | José Ramón Romero García                             | PSdeG-PSOE                 |

### Resultados elecciones municipales
| Elecciones municipales |      |      |      |      |      |      |      |      |      |      |      |      |
| Partido                | 1979 | 1983 | 1987 | 1991 | 1995 | 1999 | 2003 | 2007 | 2011 | 2015 | 2019 | 2023 |
| PP                     | 1    | 2    | 4    | 6    | 11   | 9    | 8    | 6    | 9    | 9    | 7    | 5    |
| PSdeG-PSOE             | 3    | 5    | 11   | 8    | 6    | 4    | 3    | 4    | 2    | 2    | 5    | 9    |
| BNG                    | 1    |      |      | 3    |      | 4    | 5    | 5    | 4    | 2    | 2    | 2    |
| ICBoiro                |      |      |      |      |      |      | 1    | 2    | 1    | 2    | 1    | 1    |
| Boiro Novo             |      |      |      |      |      |      |      |      |      | 1    | 1    |      |
| C's/UPB                |      |      |      |      |      |      |      |      | 1    | 1    | 1    |      |
| CPG                    |      |      | 1    |      |      |      |      |      |      |      |      |      |
| CDS                    |      |      | 1    |      |      |      |      |      |      |      |      |      |
| PGI                    |      | 8    |      |      |      |      |      |      |      |      |      |      |
| AMDG                   | 3    | 2    |      |      |      |      |      |      |      |      |      |      |
| UCD                    | 8    |      |      |      |      |      |      |      |      |      |      |      |
| IND                    | 1    |      |      |      |      |      |      |      |      |      |      |      |